# 高雄 (京都市)

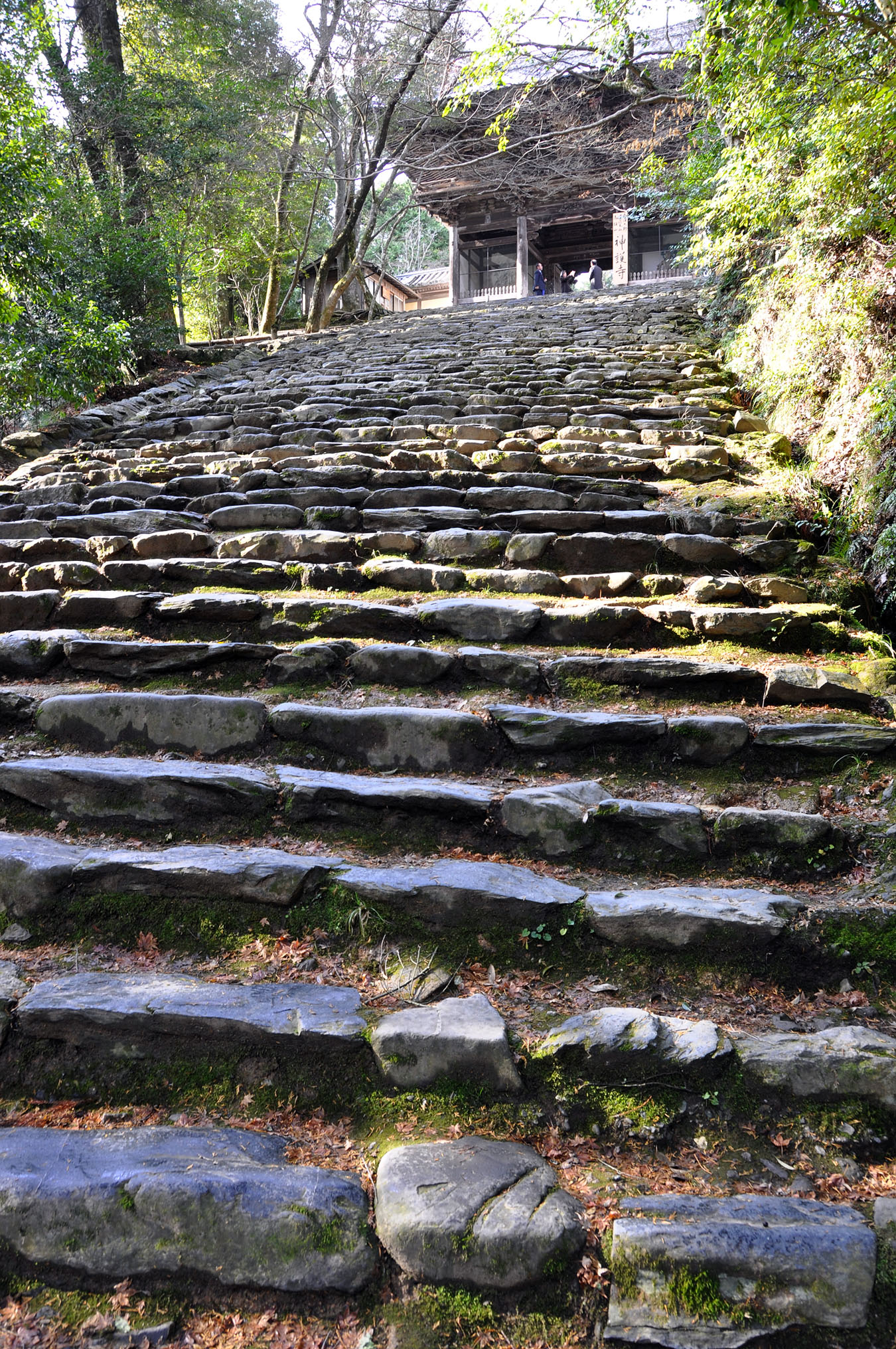
神護寺楼門

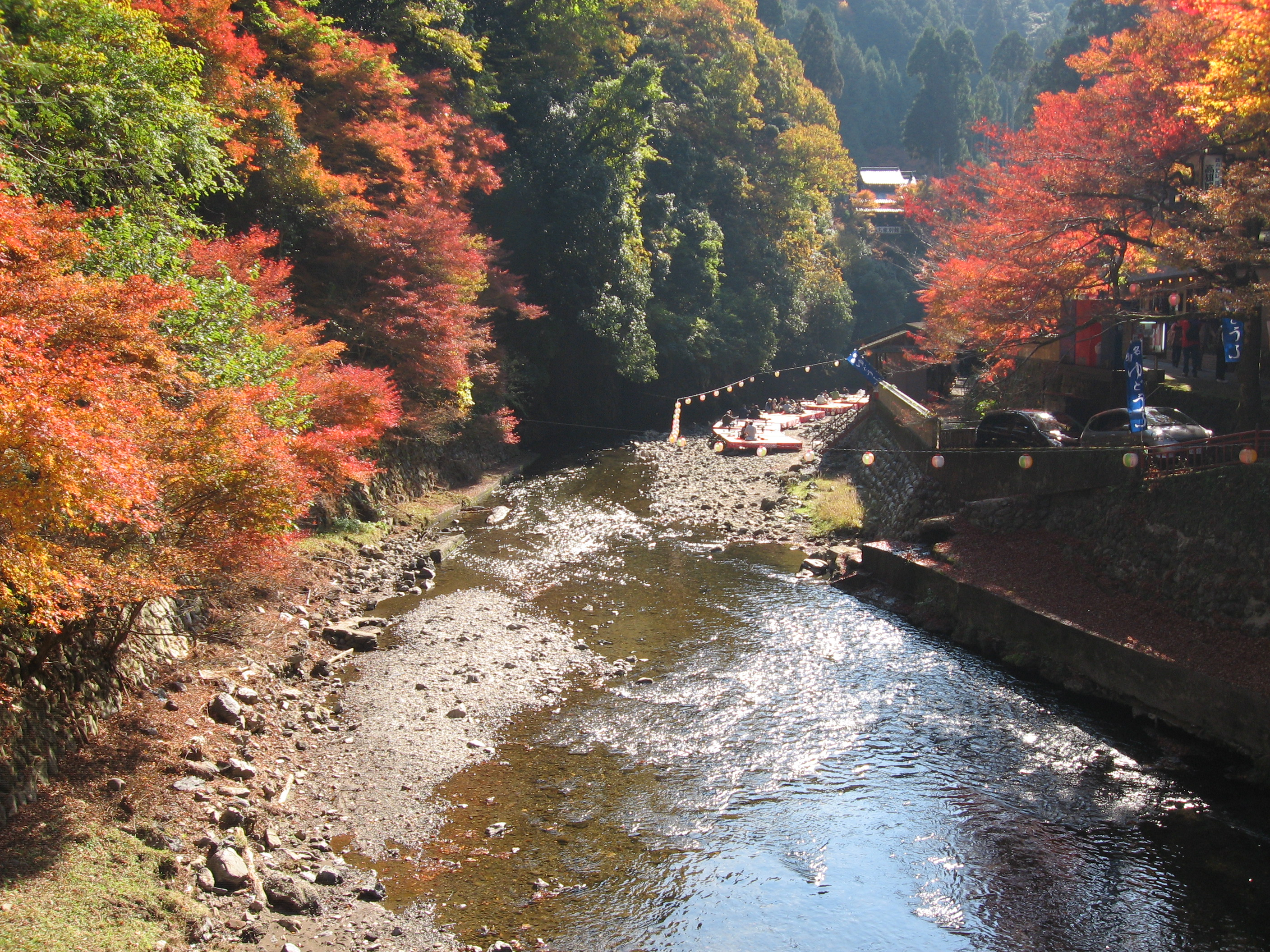
清滝川

高雄（たかお）は、京都府京都市右京区梅ヶ畑（うめがはた）の地名である。正確には京都市右京区梅ヶ畑高雄町。
高尾とも記し、近隣の槙尾（まきのお）、栂尾（とがのお）とあわせて三尾（さんび）と並び称される。大日本帝国海軍の軍艦の艦名として度々採用されたほか、台湾の高雄市の地名の由来にもなった。また、三菱電機のカラーテレビ「高雄」の名称の由来でもある（なお、三菱電機の映像機器は京都府長岡京市で生産されている）。

## 名所
神護寺があり、紅葉の名所として有名である。
高雄山ふもとの渓谷には清滝川が流れ、周辺の料理旅館では高雄の川床を楽しめる。
- 高雄山神護寺
- 槙尾山西明寺
- 栂尾山高山寺
- 平岡八幡宮
- 八部山大龍寺
- 北山杉

## 交通アクセス
周山街道（国道162号）が走っているほか、1965年には有料道路の嵐山-高雄パークウエイが開通し、嵯峨・嵐山とのアクセスが簡便となった。
昭和初期に、高雄鉄道が西ノ京円町から高雄までの鉄道建設を計画し、免許を取得、実際に着工もしたが、未開業に終わっている。
- 最寄り駅 - 花園駅（JR山陰本線）からタクシーで10分
- 最寄りバス停 - JRバス「高雄・槇ノ尾・栂ノ尾」バス停、京都市営バス8号系統「高雄・槇ノ尾・栂ノ尾」バス停

## 高雄学区
高雄学区（たかおがっく）は、京都市の学区（元学区）のひとつ。京都市右京区に位置する。京都市立高雄小学校の通学区域を範囲とする、京都市の地域自治の単位となっている。
高雄学区の区域は、かつての葛野郡梅ヶ畑村（うめがはたむら）である。梅ヶ畑村は、明治7年（1874年）に、一ノ瀬（一之瀬）・善妙寺・平岡・中島（中嶋）・広芝の5村（広芝村を枝郷（枝村）として4村とする見方もある。）を合併して設置された。なお、神護寺は中島村、西明寺、高山寺は一ノ瀬村に位置した。
梅ヶ畑村は昭和6年（1931年）に京都市に編入され、このとき旧梅ヶ畑村の区域を梅ヶ畑尋常高等小学校を改称した高雄尋常高等小学校（現在の高雄小学校）の通学区域として設置されたのが高雄学区である。この京都市への編入時に、旧梅ヶ畑村は、「梅ヶ畑」を冠する町に編成され、高雄学区に含まれることになった。
昭和16年（1941年）に国民学校令の施行により学区の根拠が失われ、昭和17年（1942年）に京都市の学区は廃止されたが、戦後、小学校の通学区域を範囲とする地域自治の単位として復活した。高雄小学校の通学区域には、平成19年（2007年）に休校になった元小野郷小学校の通学区域を含むが、地域自治の単位である「高雄学区」の区域には含まれない。

### 人口
京都市内では、概ね元学区を単位として国勢統計区が設定されており、高雄学区の区域に設定されている国勢統計区（右京区第20国勢統計区）における、令和2年（2020年）の人口・世帯数は、2,244人、902世帯である。

### 地理
西側を北から京北地域（平成17年（2005年）に京都市に編入された旧北桑田郡京北町）の細野地区、嵯峨学区に、東側を南から宇多野学区、鷹峯学区、中川学区、小野郷学区に接する。
高雄学区の区域は、旧梅ヶ畑村に由来する、「梅ケ畑」を冠する町の全てにより構成される。
- 梅ケ畑高鼻町
- 梅ケ畑向ノ地町
- 梅ケ畑藪ノ下町
- 梅ケ畑畑ノ下町
- 梅ケ畑畑町
- 梅ケ畑中田町
- 梅ケ畑山崎町
- 梅ケ畑古田町
- 梅ケ畑猪ノ尻町
- 梅ケ畑宮ノ口町
- 梅ケ畑中縄手町
- 梅ケ畑上ノ町
- 梅ケ畑篝町
- 梅ケ畑清水町
- 梅ケ畑広芝町
- 梅ケ畑上砥町
- 梅ケ畑奥殿町
- 梅ケ畑久保谷町
- 梅ケ畑菖蒲谷
- 梅ケ畑御経坂町
- 梅ケ畑蓮華谷
- 梅ケ畑檜社町
- 梅ケ畑御所ノ口町
- 梅ケ畑中嶋町
- 梅ケ畑谷山
- 梅ケ畑西ノ畑町
- 梅ケ畑殿畑町
- 梅ケ畑引地町
- 梅ケ畑槇尾町
- 梅ケ畑栂尾町
- 梅ケ畑高雄町
- 梅ケ畑笹江辺町
- 梅ケ畑川東
- 梅ケ畑亀石町
- 梅ケ畑向井山
- 梅ケ畑川西町
- 梅ケ畑谷山川西

## 軍艦名
- 高雄 (軍艦)
  - 蒸気船「高雄丸（第二回天丸）」
  - 運輸艦「高雄丸」
  - 巡洋艦「高雄」
  - 巡洋戦艦「高雄」
  - 重巡洋艦「高雄」